# Bütgenbach
Bütgenbach (ou Butgenbach em francês) é um município germanófono da Bélgica localizado no distrito de Verviers, província de Liège, região da Valônia.